# Mamestra pavida
Mamestra pavida là một loài bướm đêm trong họ Noctuidae.